# Søren Thomsen
Søren Thomsen (født 15. november 1947) er en dansk skuespiller.
Thomsen er uddannet fra Fiolteatret i 1974.

## Filmografi
- Pigen fra havet (1980)
- Attentat (1980)
- Sådan er jeg osse (1980)
- Verden er fuld af børn (1980)
- Opbrud (1988)
- Kun en pige (1995)
- Davids bog (1996)
- Lad de små børn... (2004)
- Sprængfarlig bombe (2006)
- Klassefesten 3 - Dåben (2016)

### Tv-serier
- En by i Provinsen (1977-1980)
- Bryggeren (1996-1997)
- Strisser på Samsø (1997-1998)
- TAXA (1997-1999)
- Rejseholdet (2000-2003)